# Biblioteca Nacional de Botsuana
La Biblioteca Nacional de Botsuana es la biblioteca nacional y depósito legal de propiedad intelectual de Botsuana. Se inauguró al público el 8 de abril de 1968 por el primer presidente de Botsuana, Seretse Khama. 
Según la misión de la biblioteca, la institución aspira a ser una biblioteca de clase mundial y un punto importante de información. La biblioteca es considerada como una de las más centralizadas en el mundo, ya que es responsable para el desarrollo profesional de todas las bibliotecas en el país, incluyendo todas las bibliotecas académicas.

## Historia

### Fundación
La biblioteca fue fundada en septiembre de 1967 a través de un acto de la Asamblea Nacional de Botsuana. Seretse Khama, el primer presidente de Botsuana inauguró oficialmente la biblioteca el 8 de abril de 1968. 

### Actualidad
Hoy en día la biblioteca es una de siete departamentos dentro del Ministerio de Trabajo y Asuntos Interiores. Su misión es de preservar el patrimonio literario nacional y para proveer al público servicios informativos y educativos.
Según las Naciones Unidas, en el 2003, el nivel de alfabetización entre la población adulta de Botsuana era de un 81 por ciento.

## Servicios
Las ofertas de biblioteca muchos servicios incluyendo:
- Servicio de biblioteca móvil
- Servicio postal
- Servicio de referencia
- Servicio de peticiones de libro
- Servicio para los niños
- Servicio de formación en el ordenador
- Uso del sistema identificador ISBN
- Mapas

## Divisiones
La biblioteca actualmente abarca distintas divisiones incluyendo: 
- Servicios de soporte bibliográfico
- Biblioteca nacional de referencias
- División de bibliotecas públicas
- Servicio bibliotecario para personas con discapacidades
- Búsqueda de proyectos y publicaciones